# Roberto Mendes
Roberto Mendes (Santo Amaro, 22 de novembro de 1952) é um ator, dublador, cantor, violonista, arranjador e compositor brasileiro.

## Discografia
- 2008 – Cidade e rio
- 2005 – Tempos quase modernos
- 2002 – Do lundu ao axé – 100 anos de música baiana e Flor da Memória
- 2001 – Tradução
- 1999 – Minha História
- 1996 – Voz Guia
- 1994 – Roberto Mendes e Baianos Luz
- 1992 – Matriz
- 1988 – Flama